# 셀러리
셀러리(celery, 학명: Apium graveolens, 문화어: 진채)는 미나리과에 속하는 식물 종이다. 셀러리는 1미터 높이까지 자란다. 잎은 우상(羽狀)에서 이회 우상(二回羽狀)에 이르며, 3~6 센티미터 길이에 2~4cm 너비의 사방정계의 작은 잎사귀들을 지니고 있다. 꽃은 보드라운 흰 빛깔을 띄며 2~3 밀리미터의 지름으로, 무성한 복산형화서(겹상형 꽃차례)로 생성된다. 씨는 넓은 타원형에 가까운 구형이며 1.5~2 밀리미터 길이와 너비를 지닌다. 100g에 16kcal의 비교적 적은 열량이라 소화하는데 칼로리가 많이 소비되어 다이어트에 좋다. 하지만 많이 먹으면
섬유질때문에 변비에 걸릴 수도 있으니 주의해야 한다.

## 어원
‘셀러리’는 영어 celery에서 왔는데, 영어 celery는 1664년에 처음 문증된다. 이는 프랑스어 낱말 céleri에서 비롯한 것으로, 이는 selero의 복수인 이탈리아어 낱말 seleri가 기원이며, 이는 후기 라틴어 낱말 selinon에서 나온 것이다. 또, 이는 파슬리를 뜻하는 그리스어 낱말 σέλινον (selinon)을 라틴어화한 것이다. 이 낱말의 최초 형태는 미케네 그리스어 낱말 se-ri-no로, 선형문자 B로 쓰였다.

## 분류
셀러리는 칼 폰 린네가 1753년에 저술한 《Species Plantarum》(식물의 종) 1권에 기술되었다.

## 효능
셀러리는 이뇨 작용을 촉진시키는 것 외에도, 불면증을 해소할 수도 있다. 그 외에도 암, 고혈압에도 좋은 효능을 가지고 있다. 또한 다음 팁 질문 내용에 따르면, 제아산틴이나 루테인 및 베타카로틴과 같은 플로보노이드 성분이 풍부하게 함유되어 있는 식품으로 넌지시 소개되었던 것으로 보인다.

## 같이 보기
- 잎셀러리